# Alexis Love
Alexis Love, född den 7 april 1988 i Sacramento, Kalifornien, är en före detta amerikansk porrskådespelare och nakenmodell. Hon har arbetat i porrindustrin sedan mitten av 2006 fram till 2019.

## Karriär
- I maj 2007 blev hon porträtterad på Entertainment Tonight som en av de nya "fräscha" stjärnorna.[3]
- I september 2007 dök hon upp i en episod av The Maury Show där hon diskuterade sin porrkarriär.[4]
- 2008 medverkade hon i The Howard Stern Show.
- I maj 2008 var hon "Pet of the Month" i Penthouse.[5][6]

## Utmärkelser
- 2009 AVN Award-nominerad till "Best All-Girl Couples Sex Scene" – Girl Girl Studio 7[7]
- 2009 XRCO Award-nominerad för Cream Dream[8]